# Kátlovce
Kátlovce jsou obec na Slovensku v okrese Trnava. V roce 2016 zde žilo 1 171 obyvatel. První písemná zmínka o obci pochází z roku 1405.
V obci stojí římskokatolický kostel Svatého Ducha z roku 1720.

## Rodáci
- Pavol Ušák Oliva (1914–1941), slovenský básník katolické moderny a římskokatolický kněz

## Galerie

Kátlovce
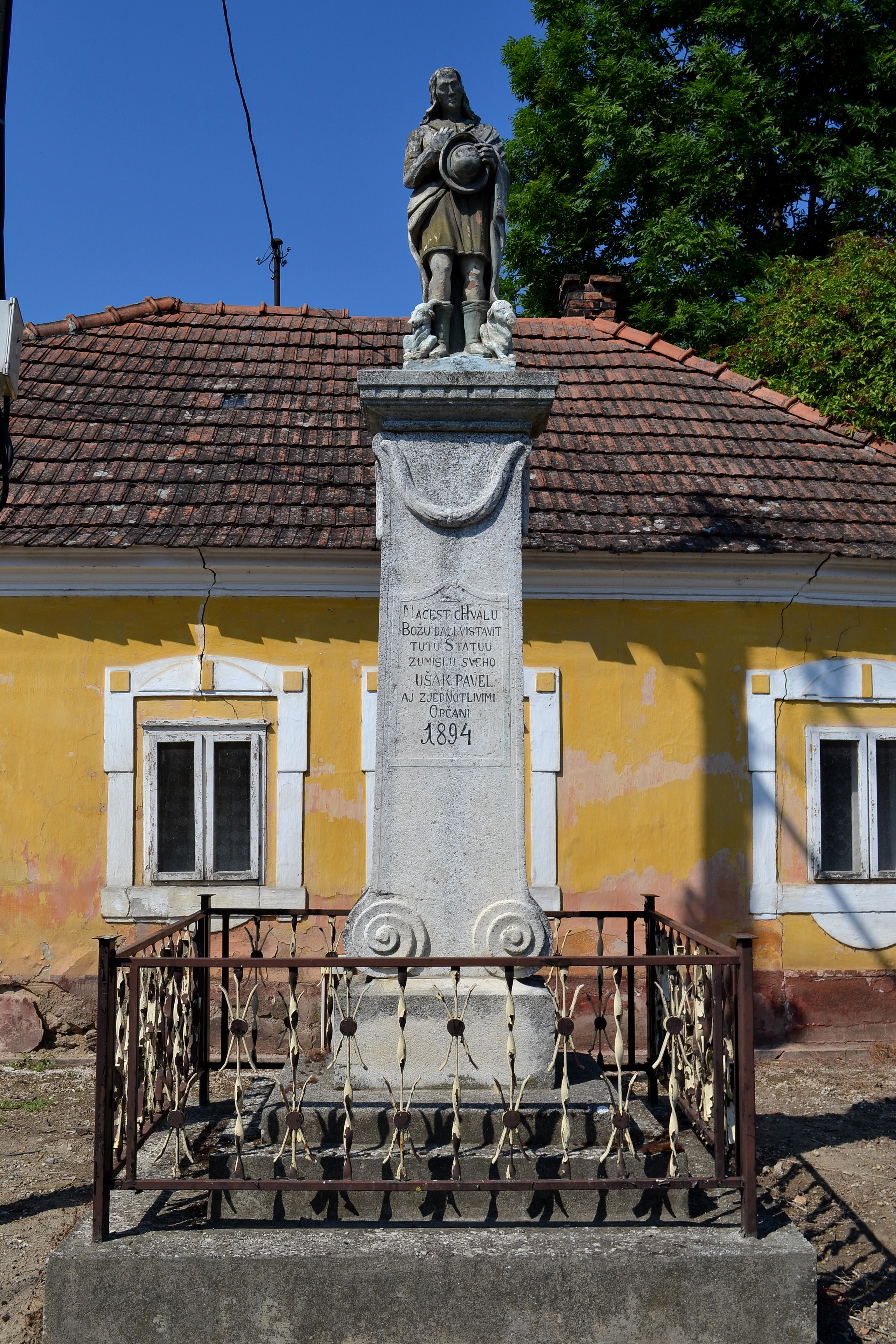
Socha svatého Vendelína
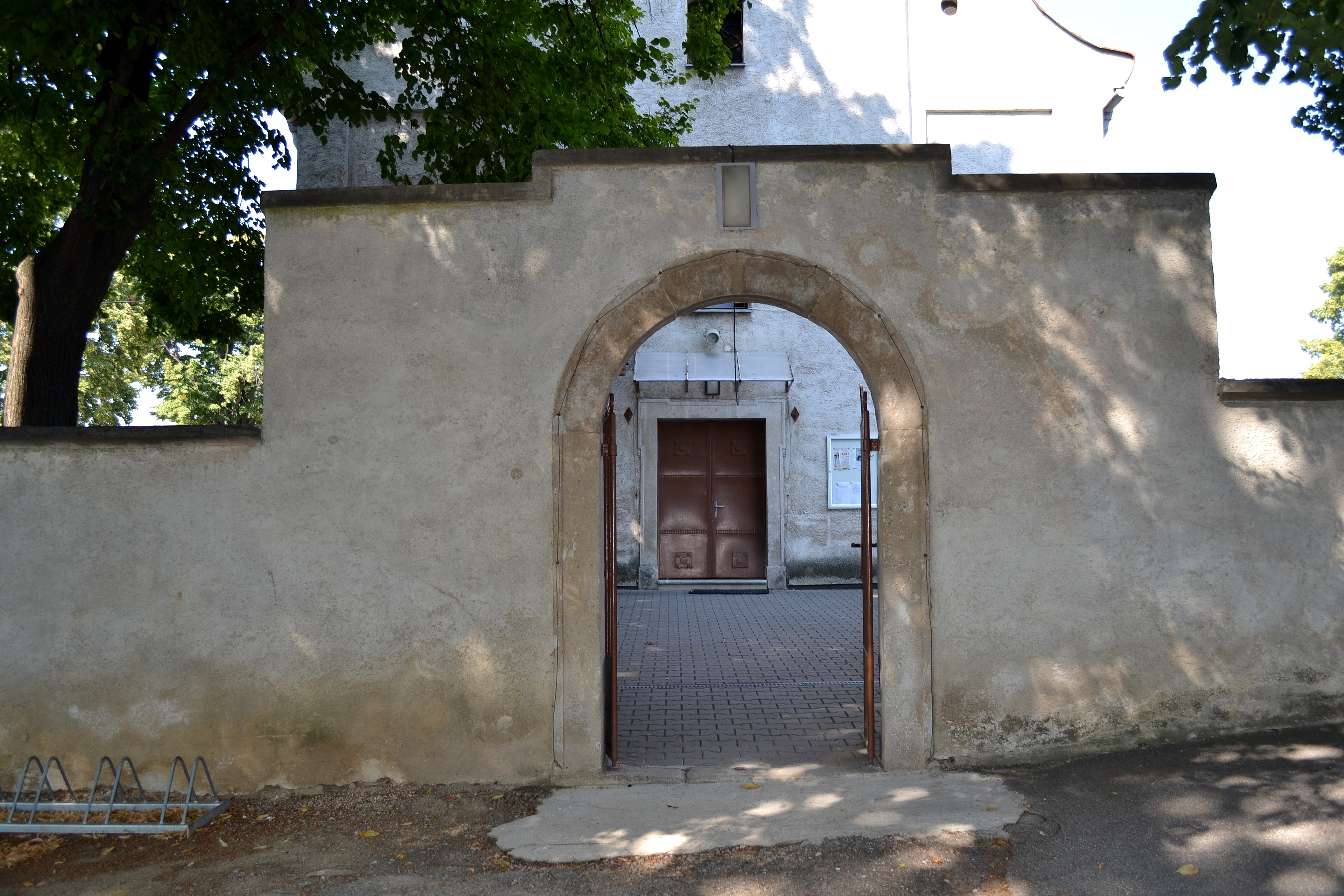
Vstup do areálu kostela
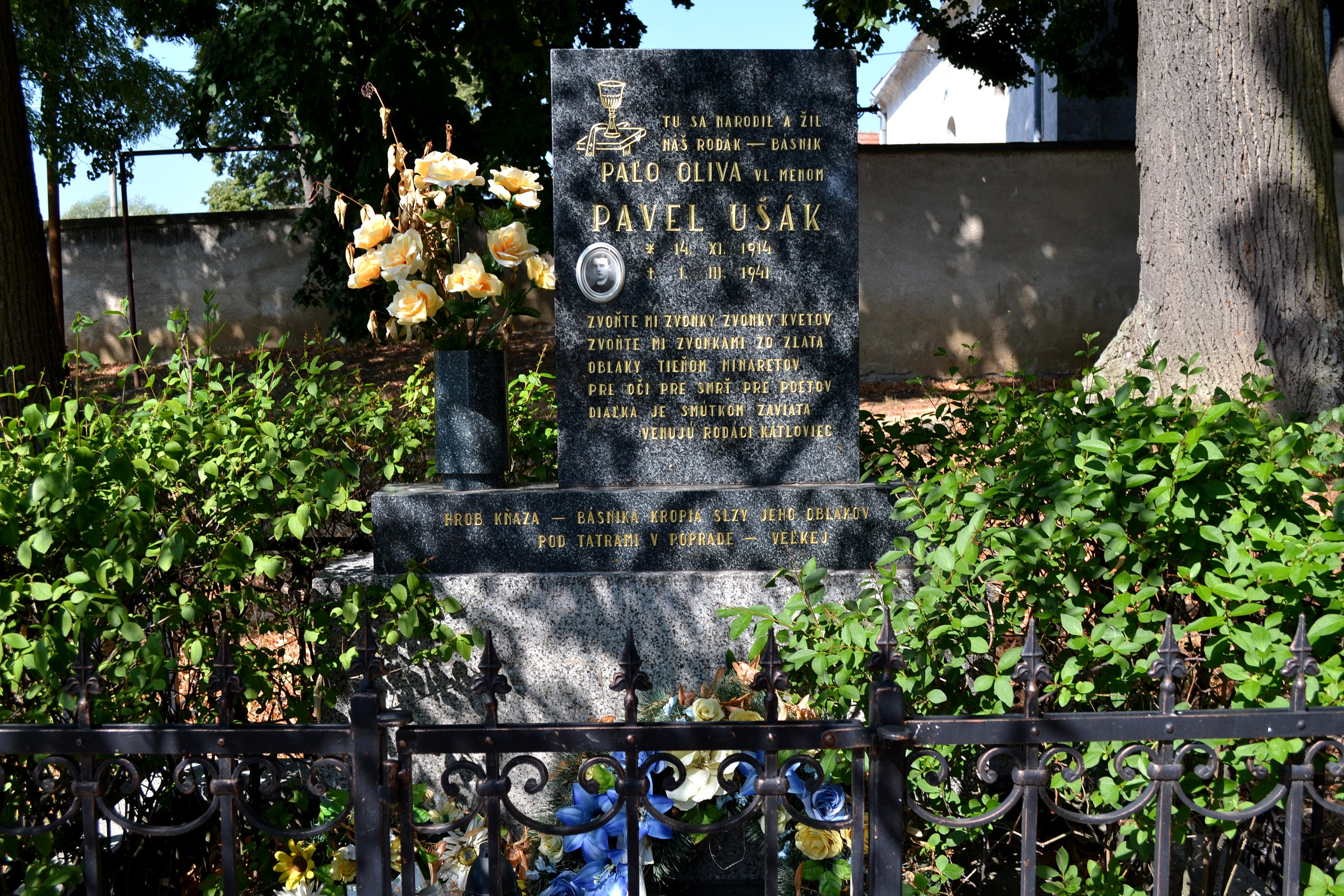
Pomník místního rodáka